# HD 212771 b
HD 212771 b es un planeta extrasolar que orbita la estrella del  tipo G HD 212771 aproximadamente a 427 años luz de distancia en la constelación de Acuario.